# Сетчатая коричневая змея
Сетчатая коричневая змея, или восточная коричневая змея (лат. Pseudonaja textilis), — вид ядовитых змей семейства аспидов (Elapidae), относящийся к роду ложных кобр Гюнтера. По токсичности яда этот вид занимает второе место среди всех сухопутных змей. Водится в Австралии, Папуа — Новой Гвинее и Индонезии.

## Описание
Несмотря на название, предполагающее коричневый окрас, у взрослых особей, принадлежащих к этому виду, может быть множество оттенков: от жёлтого, желтовато-коричневого и оранжевого до чёрного, серебристого и серого. Молодые особи могут иметь более тёмную, окаймлённую голову с чёрным затылком и многочисленные красно-коричневые точки на животе.
В центральной части тела находятся 17 рядов спинных чешуек, за которыми следует разделённая анальная чешуя и 45—75 хвостовых чешуй, также разделённых.
Средняя длина этих змей (включая хвост) — от 1,1 до 1,8 м. Максимальная зарегистрированная длина — 2,4 м, хотя любая змея этого вида, имеющая длину более 2 м, считается исключительно большой. Больших особей этого вида часто путают с Pseudechis australis, обитающей во многих частях ареала восточной коричневой змеи.

## Ареал и среда обитания
В соответствии с названием, Восточная коричневая змея распространена по всему Восточному побережью Австралии: от полуострова Кейп-Йорк вдоль побережья и гористых цепей Квинсленда, Нового Южного Уэльса, штатов Виктория и Южная Австралия. Также её можно встретить в засушливых районах Северной территории, вплоть до Кимберли в Западной Австралии. Кроме того, местами змея встречается в некоторых районах Новой Гвинеи (центральная провинция и провинция Милн-Бей в Папуа — Новой Гвинее) и в регионе Мерауке в индонезийской части острова.
Среда обитания змеи весьма разнообразна: от сухих эвкалиптовых лесов и прибрежных гористых пустошей, и вплоть до внутриматериковых кустарниковых степей и фермерских угодий. Не водится в дождевых лесах и прочих влажных местах, также не встречается в очень сухих, пустынных местностях, где нельзя скрыться от солнца. Из-за питания, состоящего, в основном, из грызунов, змея часто обитает возле ферм и жилых домов.

## Рацион
Основу рациона этих рептилий составляют различные грызуны, в частности — интродуцированные в Австралию домовые мыши. Кроме того, восточные коричневые змеи питаются лягушками, небольшими птицами, яйцами и даже другими змеями.

## Поведение
Представители вида активны в дневное время суток. Все они печально известны своим агрессивным поведением: в возбуждённом состоянии змея высоко поднимает свою голову, принимая S-образную форму, после чего может последовать выпад и укус. Обычно змея старается избежать противостояния, но если её беспокоят — начинает яростно защищаться.
Восточных коричневых змей часто привлекают сельские постройки и фермы — очевидно, рептилий привлекает обилие грызунов, обитающих рядом с человеком. Подобные места, к тому же, дают змеям хорошее укрытие — всегда можно спрятаться в груде мусора или на сеновале.

## Яд
Яд состоит преимущественно из нейротоксинов и коагулянтов крови. Клиническая картина отравления ядом этих змей в целом сходна с отравлением ядом других видов этого рода: головокружение, диарея, упадок сил или конвульсии, отказ почек, паралич и остановка сердца. Без медицинской помощи укусы могут быть летальными. Так как змеи этого рода при обороне стараются наносить несмертельные укусы, то смертность при нелеченом укусе составляет примерно 10—20 %, что не слишком много.

### Оказание помощи
Оказание помощи при укусах змей этого вида абсолютно такое же, как и в случае укусов прочих ядовитых австралийских змей. Согласно рекомендациям Австралийского отдела по исследованию ядов при Мельбурнском университете, сразу же после вызова скорой помощи следует использовать технику давящих и обездвиживающих повязок. Не следует омывать место укуса, так как оставшийся в ранке яд может помочь идентифицировать вид змеи и помочь в выборе соответствующего противоядия. Укушенная поверхность должна быть достаточно плотно — как при вывихе голени — забинтована по направлению снизу вверх. При отсутствии бинтов подойдёт любая достаточно гибкая ткань, нарезанная широкими полосками. Давление должно быть равномерным, не препятствующим циркуляции крови, поэтому ни в коем случае нельзя использовать жгут. После перевязки конечность должна быть зафиксирована при помощи шины.
Если было укушено туловище, перевязка также необходима, однако движения грудной клетки не должны быть ограничены.

## Размножение
Спариваются восточные коричневые змеи весной; они являются яйцекладущими пресмыкающемися. Самцы устраивают между собой ритуальные поединки за контроль над территорией. Доминантный самец спаривается со всеми самками, находящимися на его участке. В конце весны — начале осени самка откладывает 10—40 яиц. После того, как яйца отложены, она их не охраняет — появившееся на свет потомство совершенно не зависит от матери.